# بيدرو رودريغوس (منافس ألعاب قوى)
بيدرو رودريغوس (بالبرتغالية: Pedro Rodrigues‏) هو منافس ألعاب قوى برتغالي، ولد في 8 يوليو 1971 في لشبونة في البرتغال.

## وصلات خارجية
- بيدرو رودريغوس على موقع الاتحاد الدولي لألعاب القوى (الإنجليزية)
- بيدرو رودريغوس على موقع الاتحاد الأوروبي لألعاب القوى (الإنجليزية)
- بيدرو رودريغوس على موقع أوليمبيديا (الإنجليزية)